# ロバート・タフト

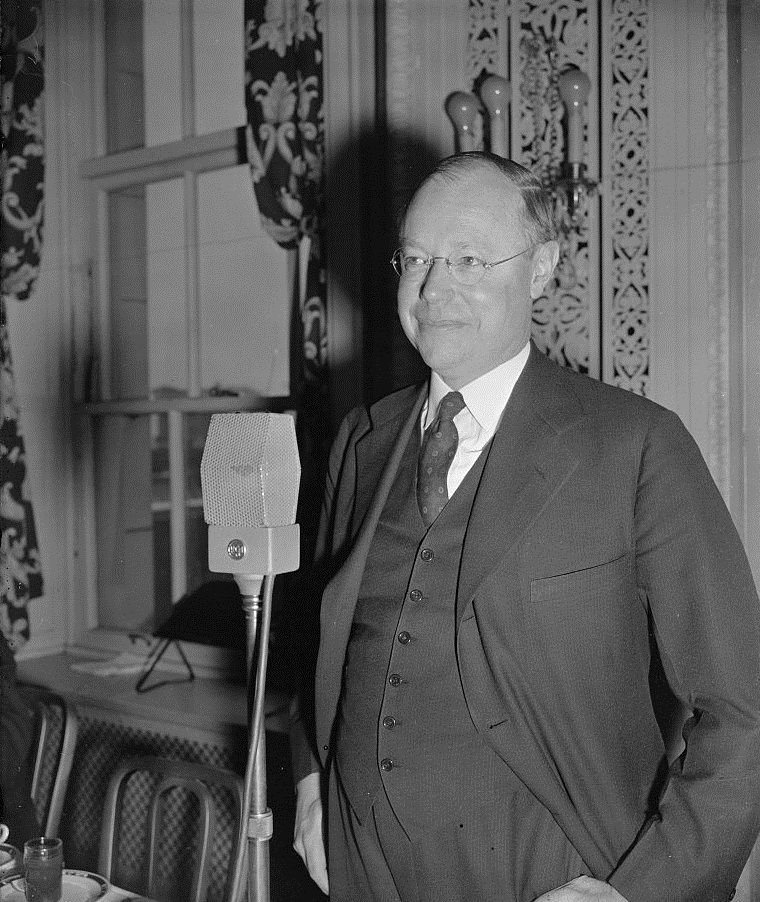
ロバート・タフト、1939年1月19日撮影

ロバート・アルフォンソ・タフト（Robert Alphonso Taft, 1889年9月8日 - 1953年7月31日）は、アメリカの政治家、オハイオ州下院議員（1922年 - 1932年)、オハイオ州下院議長（1926年 - 1932年）、連邦上院議員（オハイオ州選出、1939年-1953年）。上院では多数党院内総務 (1953年) を務めた。所属政党は共和党。父は大統領、最高裁判所長官、陸軍長官を歴任したウィリアム・ハワード・タフト。上院議員、下院議員を務めたロバート・タフト・ジュニアと外交官のウィリアム・タフト3世は子。孫は元オハイオ州知事のロバート・タフト3世。一般に上院史に残る傑出した上院議員と考えられている。

## 生涯

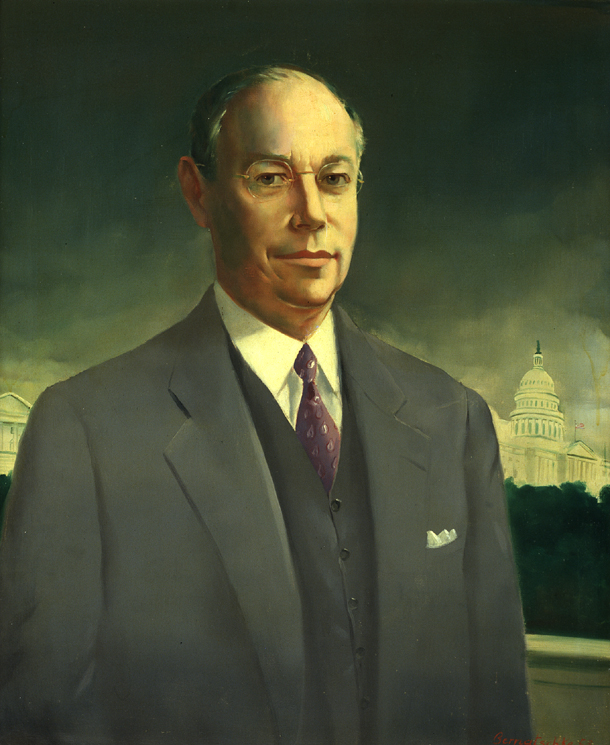
ロバート・タフト

オハイオ州シンシナティで生まれる。父と同じくイェール大学を卒業し、ハーバード大学のロー・スクールを1913年に修了した。その後、彼の故郷であり、タフト家の本拠でもあるシンシナティに戻り、弁護士活動を開始する。第一次世界大戦中には、食品医薬品局の法務担当スタッフとして勤務した。この時の彼の上司が後に商務長官、大統領を務めるハーバート・フーヴァーであった。
1921年、タフトはオハイオ州下院議員に当選し、政界入りを果たす。 オハイオ州下院では議長まで上り詰め、1932年にはオハイオ州上院に活躍の場を移した。1938年には上院議員選挙に立候補し、当選を果たす。以後3回連続で当選を果たす。1944年には任期1期目であるにもかかわらず、上院共和党ナンバー3の上院共和党協議会議長に就任した。タフトは、その出自からミスター・リパブリカンの異名をとった。彼は共和党内の中西部派、旧保守派（paleoconservative）のリーダーもしくは代弁者と看做された。また他の中西部出身の議員と同じく、孤立主義者であった。第二次世界大戦においては中立政策の支持者であり、真珠湾攻撃までその立場を変えなかった。真珠湾攻撃後も、同じ中西部のミシガン州選出のアーサー・ヴァンデンバーグ上院議員が冷戦政策形成の立役者となったのとは対照的に、孤立主義的なスタンスを維持した。また、第二次世界大戦の戦後処理として、ナチス・ドイツの関係者を裁くべく行われたニュルンベルク裁判を、法の不遡及を犯す「勝者の裁きに他ならない」として批判した点は、当時の世情を考えると注目に値する。
第二次世界大戦後は、トルーマン政権のフェア・ディール政策に真っ向から反対した。共産主義勢力の進出が懸念される中、1947年にはワグナー法を修正し、労働組合の活動の一部を規制するタフト＝ハートリー法をニュージャージー州選出のフレッド・ハートリー下院議員（共和党）と共同提出した。 1952年の選挙で、共和党が上院で多数を握るとタフトは多数党上院院内総務に就任したが、それから間もなく、1953年7月31日に死去した。
タフトは大統領を目指し、再三共和党の予備選に出馬した。最初の機会は1940年であったが、このときはダークホースであったウェンデル・ウィルキーの前に敗れた。1948年にも再び挑戦したが、今度はトマス・デューイニューヨーク州知事が党大会での3回の投票の末、指名を獲得した。1952年には今度こそ指名を獲得するものと思われたが、途中で立候補したドワイト・アイゼンハワー元帥に敗れた。
タフトの死後、1955年7月にアメリカ議会はロバート・タフト記念碑の設置を決議した。記念碑設置の財源は寄付とされ、100万ドル以上の寄付が集まった。1959年3月12日に上院はタフトを含むヘンリー・クレイ、ダニエル・ウェブスター、ジョン・カルフーン、ロバート・M・ラフォレット・シニアの5人の上院議員を選び、偉大な上院議員としてその肖像を上院のレセプションに飾った。この5人は「フェイマス・ファイブ」と呼ばれる。ジョン・F・ケネディ上院議員は偉大な上院議員を選ぶための特別委員会に属し、またその著書「勇気ある人々」でもタフトを取り上げるなど、政治的立場を超えてタフトを尊敬していた。　